# Jakub IV
Jakub IV Stewart (ur. 17 marca 1473, zm. 9 września 1513) – król Szkocji w latach 1488–1513 z dynastii Stuartów.
Syn króla Jakuba III i Małgorzaty, córki króla Danii Chrystiana I. Urodził się prawdopodobnie na zamku w Stirling.
Kiedy 11 czerwca 1488 jego ojciec zginął w bitwie pod Sauchieburn (lub został zamordowany kilka godzin później), piętnastoletni Jakub przejął tron Szkocji. Został koronowany w Scone, w Perthshire, 24 czerwca 1488.
Podporządkował sobie autonomiczne dotąd Hebrydy. W sojuszu z Francją najechał na Anglię i wraz z wieloma możnymi Szkocji poległ w bitwie pod Flodden Field – była to największa klęska militarna w historii Szkocji.
Jakub IV od 1503 r. był żonaty z Małgorzatą Tudor, córką króla Anglii – Henryka VII. Para miała kilkoro dzieci:
- troje dzieci, zmarłych we wczesnym dzieciństwie;
- Jakuba V, który objął tron szkocki po śmierci ojca;
- Aleksandra, pogrobowca, który też zmarł we wczesnym dzieciństwie.

Jakub IV miał liczne potomstwo pozamałżeńskie:
- Z Janet Kennedy miał:
  - syna Jakuba;
  - dwoje dzieci, zmarłych we wczesnym dzieciństwie.
- Z Marion Boyd miał:
  - syna Aleksandra;
  - Catherine Stewart, żonę Jakuba Douglasa, trzeciego earla Morton.
- Z Margaret Drummond miał córkę Małgorzatę.
- Z Isabel Buchan, córką Jakuba Stewarta, pierwszego earla Buchan, miał córkę Lady Janet Stewart.